# Bruchopria hexatoma
Bruchopria hexatoma  (лат.) — вид паразитических мирмекофильных наездников семейства диаприиды надсемейства Proctotrupoidea (или Diaprioidea, Diapriini) подотряда стебельчатобрюхие отряда перепончатокрылые насекомые. Южная Америка: Аргентина (Misiones, Córdoba and Buenos Aires). Мелкие бескрылые (или с остатками крыльев) насекомые (длина около 2 мм). Булава усиков 6-члениковая (у близкого вида Bruchopria pentatoma — она состоит из 5 члеников). Ассоциированы с огненными муравьями Solenopsis richteri (Solenopsidini) и с муравьями-листорезами Acromyrmex lundii (Attini)